# Pecluma imbeana
Pecluma imbeana là một loài thực vật có mạch trong họ Polypodiaceae. Loài này được (Brade) Salino miêu tả khoa học đầu tiên năm 1998.